# Южный (Любинский район)
Ю́жный — посёлок в Любинском районе Омской области России. Входит в состав Южно-Любинского сельского поселения.

## География
Посёлок находится на юго-западе центральной части Омской области, в лесостепной зоне, в пределах Ишимской равнины, к юго-востоку от посёлка Урожайный, на расстоянии примерно 25 км (по прямой) к юго-западу от посёлка городского типа Любинский, административного центра района.

### Часовой пояс
Посёлок Южный, как и вся Омская область, находится в часовой зоне МСК+3. Смещение применяемого времени относительно UTC составляет +6:00.

## Население
| 2010 |
| ---- |
| 206  |

Гендерный состав
По данным Всероссийской переписи населения 2010 года, в гендерной структуре населения мужчины составляли 45,6 %, женщины — соответственно 54,4 %.
Национальный состав
Согласно результатам переписи 2002 года, в национальной структуре населения русские составляли 72 % из 223 чел.

## Улицы
- ул. Восточная,
- ул. Пикетинская,
- ул. Школьная[4].